# 달꼴 (기하학)
|                                                            |  |  |
|                                                            |  |  |
| 평면기하에서 두개의 원을 교차시키면 두 개의 달꼴이 생긴다. |  |  |

달꼴은 두개의 원호를 경계로 하는 오목하고 볼록한 영역이다. 하나의 원에서 그 원과 교차하는 다른 원을 뺀 영역이다.

## 예시
히오스의 히포크라테스(의학의 선구자인 히포크라테스와는 다른 사람임)는 모든 달꼴에 대해 같은 면적을 같는 정사각형의 작도가 가능함을 증명했다.

## 같이 보기
- 구면달꼴
- 히포크라테스 달꼴
- 활꼴